# 賀國昌
賀國昌（1856年—1919年）字相吉，号菶生，江西省萍乡县青山镇葡萄村龙塘冲人，清朝及中华民国政治人物。

## 生平
1856年（清朝咸丰六年）3月，賀國昌出生于一个书香门第。祖父贺澍恩是道光年间进士，历任山西省曲沃县、太原县知县，永宁州知州。其父贺培桢是清朝同治拔贡，曾任直隶省永清县知县。1881年，贺国昌参加县学考试，中秀才。此后在族学私塾任教12年。1894年（光绪二十年）中举人，不久任湖南省沅江县知县，后来任祁阳县、浏阳县知县，被民众称为“贺青天”。
1904年（光绪三十年），贺国昌奉派赴日本警官学校学习，其间接受民主革命思想，加入中国同盟会。1905年归国，历任湖南警官学校监督，湖南省矿务局提调，1907年，任直隶州知州。同年，奉调入京 ，任民政卫生处佥事。不久，贺国昌请求外调获得批准，赴贵州省任贵州巡警道道员，旋改任贵州提学使。1911年（宣统三年），贺国昌由三品升为二品。
1911年武昌起义成功后，贺国昌作为贵州省代表参加南京会议，在发言中提出了强军、建国、重农桑、办工商、助民为学、用人取贤、倡导节俭、统一中华等10项主张，获孙中山称赞，并题写“发言可隽”相赠。1911年贺国昌回江西后，担任萍乡保安会第一任会长，不久改任袁州府（今宜春市）知府。1912年2月，任江西省政事部部长。1916年，贺国昌参加讨袁斗争，反对袁世凯称帝，袁世凯乃重金缉捕贺国昌。贺国昌获朋友相助，赴日本暂避。同年，袁世凯病逝，黎元洪继任大总统后，任命贺国昌为福建省省长，但贺国昌辞未就任。
1916年，贺国昌回到家乡龙塘冲倡修族谱，完成修谱后返回北京。此后在北京闲居，潜心佛学。1918年，贺国昌当选中华民国第二届国会参议员。
1919年，贺国昌在北京病逝，享年64岁。
贺国昌病逝后，北京政府派专车将灵柩及家属送回萍乡，并发给木制抚恤证，上刻“贺国昌先生不幸病故，其生平事迹保存在国史馆，现给抚恤金叁仟银元整。大总统徐世昌、财政部长龚心湛”。在北京的朋友所赠的挽联、祭幛也被一同送到龙塘冲家中，赣西镇守使方本仁率萍乡官员出城迎灵，湖南省多个县派员来萍乡参加了葬礼。安葬日，送葬的人排至3华里长。后来，葡萄村民众将安葬贺国昌的山岭三田岭改称“国公岭”。